# Lieke van Voorst van Beest
Ottoline Antoinette (Lieke) Gaarlandt-van Voorst van Beest (Naarden, 17 maart 1947) was vanaf 1993 hofdame van koningin Beatrix der Nederlanden en was van 2013 tot en met april 2021 hofdame van koning Willem-Alexander.

## Biografie
Van Beest is lid van het patriciaatsgeslacht Van Beest en een dochter van Billiton-directeur Paul van Voorst van Beest (1917-1995) en jkvr. Alexandrine Antoinette van Heurn (1918-1998), lid van het geslacht Van Heurn. Van Beest trouwde met Karel Gaarlandt, broer van de uitgever en romanschrijver Jan Geurt Gaarlandt. Karel Gaarlandt overleed in juni 2013.
Van Beest studeerde Frans, was vanaf 1972 docente Frans en vervolgens in 1983 redactrice bij Van Dale Woordenboeken. In 1993 werd zij, toen overigens studente algemene literatuurwetenschap, benoemd tot hofdame van koningin Beatrix, als opvolgster van Harriëtte Blom. Van 2013 tot 2021 was zij dat van koning Willem-Alexander. Vanaf 2001 werd zij door Beatrix speciaal belast met de begeleiding van Máxima voor haar inburgering in de Nederlandse samenleving en de voorbereiding op haar lidmaatschap van het Koninklijk Huis.